# One More Girl
One More Girl — канадский музыкальный коллектив, основанный в Ванкувере. Исполнял песни в стиле рок.

## История
Группа называлась One More Girl (с англ. — «Ещё одна девушка»), хотя на самом деле она состояла из двух сестёр — Бритт и Карли Маккилип. Они уже пели и играли на музыкальных инструментах, когда были ещё совсем маленькими.
Они выпустили первый альбом «Big Sky», подписали контракт с крупным лейблом. Выпустили 5 синглов, сняли 5 видеоклипов.
В 2011 году группа выпустила новый сингл «Fall Like That».
10 августа 2011 года девушки объявили через Twitter о подписании нового контракта с Interscope Records и выходе своей музыкальной карьеры на мировой уровень. Теперь они часть Universal Music Group.

## Семья
Мать Линда и отец Том направили судьбы девушек в музыкальном направлении. Том и сейчас постоянно путешествует с девушками, ведь он музыкант. Он иногда участвует в шоу, он — продюсер первого альбома группы.

## Дискография

### Альбомы
| Год  | Детали                      | Позиции в чартах | Позиции в чартах |
| Год  | Детали                      | CAN Country      | CAN              |
| ---- | --------------------------- | ---------------- | ---------------- |
| 2009 | Big Sky - Лейбл: EMI Canada | 20               | 134              |

### Синглы
| Год                                       | Сингл                   | Наивысшая позиция | Альбом  |
| Год                                       | Сингл                   | CAN               | Альбом  |
| ----------------------------------------- | ----------------------- | ----------------- | ------- |
| 2008                                      | «I Can Love Anyone»     | —                 | Big Sky |
| 2009                                      | «Misery Loves Company»  | —                 | Big Sky |
| 2009                                      | «When It Ain’t Rainin'» | 86                | Big Sky |
| 2009                                      | «Tumblin' Tears»        | —                 | Big Sky |
| 2010                                      | «The Day I Fall»        | —                 | Big Sky |
| 2011                                      | «Fall Like That»        | —                 | TBD     |
| 2011                                      | «Maybe»A                |                   | TBD     |
| «—» означает, что песня не бывала в чарте |                         |                   |         |

- AОжидается релиз.